# John Jarratt
Pour les articles homonymes, voir Jarratt.
John Jarratt (né le 5 août 1951 à Wongawilly, en Nouvelle-Galles du Sud) est un acteur australien.

## Biographie
John Jarratt a fait ses études à l'université National Institute of Dramatic Art (NIDA) à Sydney.

## Filmographie
- 1975 : Pique-nique à Hanging Rock de Peter Weir : Albert
- 1977 : Summer City de Phillip Avalon (en)
- 1978 : Le Chant de Jimmy Blacksmith (The Chant of Jimmie Blacksmith) de Fred Schepisi : Michaels
- 1979 : The Odd Angry Shot
- 1982 : We of the Never Never
- 1982 : Montclare : Rendez-vous de l'horreur (Next of kin) de Tony Williams
- 1996 : Dead Heart
- 2005 : Wolf Creek de Greg McLean : Mick Taylor
- 2007 : Solitaire (Rogue) de Greg McLean : Russell
- 2010 : Needle (en)
- 2012 : Django Unchained de Quentin Tarantino : Floyd, un employé de The LeQuint Dickey Mining Co
- 2014 : Wolf Creek 2 de Greg McLean : Mick Taylor
- 2016 : Wolf Creek de Greg McLean : Mick Taylor (série télévisée)

## Distinctions

### Nominations
- 2006 : Fangoria Chainsaw Awards du meilleur acteur dans un thriller horrifique pour Wolf Creek (2005).
- 2006 : Fangoria Chainsaw Awards du meilleur vilain dans un thriller horrifique pour Wolf Creek (2005).
- 2006 : Fangoria Chainsaw Awards de la meilleure réplique qui tue dans un thriller horrifique pour Wolf Creek (2005).
- 2015 : iHorror Awards du meilleur personnage d'horreur dans un thriller horrifique pour Wolf Creek 2 (2014).

### Récompenses
- Fantastic Fest 2005 : Lauréat du Prix du Jury du meilleur acteur dans un thriller horrifique pour Wolf Creek (2005).
- Nocturna Madrid International Fantastic Film Festival 2015 : Lauréat du Prix Nocturna du meilleur acteur dans un thriller horrifique pour Wolf Creek 2 (2014) partagé avec Ryan Corr.